# Seleccions de l'Eurocopa 2008
Seleccions de l'Eurocopa 2008 a Àustria i Suïssa. Cada selecció pot incloure 23 jugadors, on tres d'ells han de ser porters. Si un jugador es lesiona abans del primer partit de l'equip pot ser reemplaçat per un altre.
Edats dels jugadors a 7 de juny 2008.

## Grup A

### República Txeca
Entrenador: Karel Brückner
| Dorsal | Posició        | Jugador            | Data de naixement/edat   | Partits | Gols | Club                |
| ------ | -------------- | ------------------ | ------------------------ | ------- | ---- | ------------------- |
| 1      | Porter         | Petr Čech          | 20 de maig 1982 (26)     | 59      | 0    | Chelsea             |
| 2      | Defensa        | Zdeněk Grygera     | 14 de maig 1980 (28)     | 53      | 2    | Juventus            |
| 3      | Centrecampista | Jan Polák          | 14 de març 1981 (27)     | 38      | 6    | Anderlecht          |
| 4      | Centrecampista | Tomáš Galásek      | 15 de gener 1973 (35)    | 66      | 1    | Nuremberg           |
| 5      | Defensa        | Radoslav Kováč     | 27 de novembre 1979 (28) | 23      | 1    | Spartak Moscou      |
| 6      | Defensa        | Marek Jankulovski  | 9 de maig 1977 (31)      | 64      | 10   | Milan               |
| 7      | Centrecampista | Libor Sionko       | 1 de febrer 1977 (31)    | 30      | 6    | Copenhagen          |
| 8      | Davanter       | Martin Fenin       | 16 d'abril 1987 (21)     | 5       | 0    | Eintracht Frankfurt |
| 9      | Davanter       | Jan Koller         | 30 de març 1973 (35)     | 87      | 54   | Nuremberg           |
| 10     | Davanter       | Václav Svěrkoš     | 1 de novembre 1983 (24)  | 2       | 0    | Baník Ostrava       |
| 11     | Davanter       | Stanislav Vlček    | 26 de febrer 1976 (32)   | 10      | 0    | Anderlecht          |
| 12     | Defensa        | Zdeněk Pospěch     | 14 de desembre 1978 (29) | 8       | 0    | Copenhagen          |
| 13     | Defensa        | Michal Kadlec      | 13 de desembre 1984 (23) | 6       | 1    | Sparta Praga        |
| 14     | Centrecampista | David Jarolím      | 17 de maig 1979 (29)     | 16      | 1    | Hamburg             |
| 15     | Davanter       | Milan Baroš        | 28 d'octubre 1981 (26)   | 64      | 31   | Lyon                |
| 16     | Porter         | Jaromír Blažek     | 29 de desembre 1972 (35) | 14      | 0    | Nuremberg           |
| 17     | Centrecampista | Marek Matějovský   | 20 de desembre 1981 (26) | 10      | 1    | Reading             |
| 18     | Centrecampista | Tomáš Sivok        | 15 de setembre 1983 (24) | 6       | 0    | Udinese             |
| 19     | Centrecampista | Rudolf Skácel      | 17 de juliol 1979 (28)   | 5       | 1    | Southampton         |
| 20     | Centrecampista | Jaroslav Plašil    | 5 de gener 1982 (26)     | 37      | 2    | Osasuna             |
| 21     | Defensa        | Tomáš Ujfaluši (c) | 24 de març 1978 (30)     | 68      | 2    | Fiorentina          |
| 22     | Defensa        | David Rozehnal     | 5 de juliol 1980 (27)    | 45      | 0    | Newcastle United    |
| 23     | Porter         | Daniel Zítka       | 20 de juny 1975 (32)     | 1       | 0    | Anderlecht          |

### Portugal
Entrenador:  Luiz Felipe Scolari
Quim lesionat el 6 de juny fou reemplaçat per Nuno.
| Dorsal | Posició        | Jugador           | Data de naixement/edat   | Partits | Gols | Club              |
| ------ | -------------- | ----------------- | ------------------------ | ------- | ---- | ----------------- |
| 1      | Porter         | Ricardo           | 11 de febrer 1976 (32)   | 75      | 0    | Real Betis        |
| 2      | Defensa        | Paulo Ferreira    | 18 de gener 1979 (29)    | 47      | 0    | Chelsea           |
| 3      | Defensa        | Bruno Alves       | 27 de novembre 1981 (26) | 11      | 1    | Porto             |
| 4      | Defensa        | José Bosingwa     | 24 d'agost 1982 (25)     | 8       | 0    | Porto             |
| 5      | Defensa        | Fernando Meira    | 5 de juny 1978 (30)      | 49      | 2    | Stuttgart         |
| 6      | Centrecampista | Raul Meireles     | 17 de març 1983 (25)     | 9       | 0    | Porto             |
| 7      | Davanter       | Cristiano Ronaldo | 5 de febrer 1985 (23)    | 55      | 20   | Manchester United |
| 8      | Centrecampista | Petit             | 25 de setembre 1976 (31) | 54      | 4    | Benfica           |
| 9      | Davanter       | Hugo Almeida      | 23 de maig 1984 (24)     | 9       | 2    | Werder Bremen     |
| 10     | Centrecampista | João Moutinho     | 9 de setembre 1986 (21)  | 13      | 1    | Sporting CP       |
| 11     | Davanter       | Simão             | 31 d'octubre 1979 (28)   | 61      | 15   | Atlético Madrid   |
| 12     | Porter         | Nuno              | 25 de gener 1974 (34)    | 0       | 0    | Porto             |
| 13     | Defensa        | Miguel            | 4 de gener 1980 (28)     | 47      | 1    | València          |
| 14     | Defensa        | Jorge Ribeiro     | 9 de novembre 1981 (26)  | 8       | 0    | Boavista          |
| 15     | Defensa        | Pepe              | 26 de febrer 1983 (25)   | 3       | 0    | Reial Madrid      |
| 16     | Defensa        | Ricardo Carvalho  | 18 de maig 1978 (30)     | 43      | 4    | Chelsea           |
| 17     | Davanter       | Ricardo Quaresma  | 26 de setembre 1983 (24) | 21      | 2    | Porto             |
| 18     | Centrecampista | Miguel Veloso     | 11 de maig 1986 (22)     | 6       | 0    | Sporting CP       |
| 19     | Davanter       | Nani              | 17 de novembre 1986 (21) | 13      | 2    | Manchester United |
| 20     | Centrecampista | Deco              | 27 d'agost 1977 (30)     | 53      | 3    | Barcelona         |
| 21     | Davanter       | Nuno Gomes (c)    | 5 de juliol 1976 (31)    | 69      | 28   | Benfica           |
| 22     | Porter         | Rui Patrício      | 15 de febrer 1988 (20)   | 0       | 0    | Sporting CP       |
| 23     | Davanter       | Hélder Postiga    | 2 d'agost 1982 (25)      | 32      | 10   | Porto             |

### Suïssa
Entrenador: Köbi Kuhn
| Dorsal | Posició        | Jugador              | Data de naixement/edat   | Partits | Gols | Club                |
| ------ | -------------- | -------------------- | ------------------------ | ------- | ---- | ------------------- |
| 1      | Porter         | Diego Benaglio       | 8 de setembre 1983 (24)  | 12      | 0    | Wolfsburg           |
| 2      | Defensa        | Johan Djourou        | 21 de gener 1987 (21)    | 17      | 1    | Arsenal             |
| 3      | Defensa        | Ludovic Magnin       | 20 d'abril 1979 (29)     | 50      | 3    | Stuttgart           |
| 4      | Defensa        | Philippe Senderos    | 14 de febrer 1985 (23)   | 28      | 3    | Arsenal             |
| 5      | Defensa        | Stephan Lichtsteiner | 16 de gener 1984 (24)    | 12      | 0    | Lille               |
| 6      | Centrecampista | Benjamin Huggel      | 7 de juliol 1977 (30)    | 25      | 0    | FC Basel            |
| 7      | Centrecampista | Ricardo Cabanas      | 29 d'abril 1979 (29)     | 49      | 4    | Grasshoppers        |
| 8      | Centrecampista | Gökhan İnler         | 27 de juny 1984 (23)     | 17      | 1    | Udinese             |
| 9      | Davanter       | Alexander Frei (c)   | 15 de juliol 1979 (28)   | 59      | 35   | Borussia Dortmund   |
| 10     | Centrecampista | Hakan Yakın          | 22 de febrer 1977 (31)   | 66      | 15   | Young Boys          |
| 11     | Davanter       | Marco Streller       | 26 de juny 1981 (26)     | 28      | 11   | FC Basel            |
| 12     | Davanter       | Eren Derdiyok        | 12 de juny 1988 (19)     | 3       | 1    | FC Basel            |
| 13     | Defensa        | Stéphane Grichting   | 29 de març 1979 (29)     | 18      | 0    | Auxerre             |
| 14     | Centrecampista | Daniel Gygax         | 28 d'agost 1981 (26)     | 34      | 5    | Metz                |
| 15     | Centrecampista | Gelson Fernandes     | 2 de setembre 1986 (21)  | 8       | 0    | Manchester City     |
| 16     | Centrecampista | Tranquillo Barnetta  | 22 de maig 1985 (23)     | 32      | 6    | Bayer Leverkusen    |
| 17     | Defensa        | Christoph Spycher    | 30 de març 1978 (30)     | 39      | 0    | Eintracht Frankfurt |
| 18     | Porter         | Pascal Zuberbühler   | 8 de gener 1971 (37)     | 50      | 0    | Neuchâtel Xamax     |
| 19     | Centrecampista | Valon Behrami        | 19 d'abril 1985 (23)     | 16      | 2    | Lazio               |
| 20     | Defensa        | Patrick Müller       | 31 de desembre 1976 (31) | 78      | 3    | Lyon                |
| 21     | Porter         | Eldin Jakupović      | 2 d'octubre 1984 (23)    | 0       | 0    | Lokomotiv Moscou    |
| 22     | Davanter       | Johan Vonlanthen     | 1 de febrer 1986 (22)    | 30      | 6    | Red Bull Salzburg   |
| 23     | Defensa        | Philipp Degen        | 25 de febrer 1983 (25)   | 30      | 0    | Borussia Dortmund   |

### Turquia
Entrenador: Fatih Terim
| Dorsal | Posició        | Jugador              | Data de naixement/edat   | Partits | Gols | Club             |
| ------ | -------------- | -------------------- | ------------------------ | ------- | ---- | ---------------- |
| 1      | Porter         | Rüştü Reçber         | 10 de maig 1973 (35)     | 116     | 0    | Beşiktaş         |
| 2      | Defensa        | Servet Çetin         | 17 de març 1981 (27)     | 29      | 1    | Galatasaray      |
| 3      | Defensa        | Hakan Balta          | 23 de març 1983 (25)     | 8       | 1    | Galatasaray      |
| 4      | Defensa        | Gökhan Zan           | 7 de setembre 1981 (26)  | 19      | 0    | Beşiktaş         |
| 5      | Centrecampista | Emre Belözoğlu (c)   | 7 de setembre 1980 (27)  | 56      | 4    | Newcastle United |
| 6      | Centrecampista | Mehmet Topal         | 3 de març 1986 (22)      | 5       | 0    | Galatasaray      |
| 7      | Centrecampista | Mehmet Aurélio       | 15 de desembre 1977 (30) | 19      | 1    | Fenerbahçe       |
| 8      | Davanter       | Nihat Kahveci        | 23 de novembre 1979 (29) | 54      | 15   | Vila-real        |
| 9      | Davanter       | Semih Şentürk        | 29 d'abril 1983 (25)     | 4       | 1    | Fenerbahçe       |
| 10     | Davanter       | Gökdeniz Karadeniz   | 11 de gener 1980 (28)    | 46      | 6    | Rubin Kazan      |
| 11     | Centrecampista | Tümer Metin          | 14 d'octubre 1974 (33)   | 23      | 7    | Larissa          |
| 12     | Porter         | Tolga Zengin         | 10 d'octubre 1983 (24)   | 2       | 0    | Trabzonspor      |
| 13     | Defensa        | Emre Güngör          | 1 d'agost 1984 (23)      | 1       | 0    | Galatasaray      |
| 14     | Centrecampista | Arda Turan           | 30 de gener 1987 (21)    | 18      | 1    | Galatasaray      |
| 15     | Defensa        | Emre Aşık            | 13 de desembre 1973 (34) | 27      | 2    | Galatasaray      |
| 16     | Defensa        | Uğur Boral           | 14 d'abril 1982 (26)     | 8       | 0    | Fenerbahçe       |
| 17     | Davanter       | Tuncay Şanlı         | 16 de gener 1982 (26)    | 54      | 15   | Middlesbrough    |
| 18     | Centrecampista | Colin Kazim-Richards | 26 d'agost 1986 (21)     | 2       | 0    | Fenerbahçe       |
| 19     | Centrecampista | Ayhan Akman          | 23 de febrer 1977 (31)   | 10      | 1    | Galatasaray      |
| 20     | Centrecampista | Sabri Sarıoğlu       | 26 de juliol 1984 (23)   | 13      | 1    | Galatasaray      |
| 21     | Davanter       | Mevlüt Erdinç        | 25 de febrer 1987 (23)   | 4       | 0    | Sochaux          |
| 22     | Centrecampista | Hamit Altıntop       | 8 de desembre 1982 (25)  | 42      | 2    | Bayern de Múnic  |
| 23     | Porter         | Volkan Demirel       | 27 d'octubre 1981 (26)   | 21      | 0    | Fenerbahçe       |

## Grup B

### Àustria
Entrenador: Josef Hickersberger
| Dorsal | Posició        | Jugador                | Data de naixement/edat   | Partits | Gols | Club              |
| ------ | -------------- | ---------------------- | ------------------------ | ------- | ---- | ----------------- |
| 1      | Porter         | Alex Manninger         | 4 de juny 1977 (31)      | 27      | 0    | Siena             |
| 2      | Centrecampista | Joachim Standfest      | 30 de maig 1980 (28)     | 30      | 2    | Austria Wien      |
| 3      | Defensa        | Martin Stranzl         | 16 de juny 1980 (27)     | 45      | 2    | Spartak Moscou    |
| 4      | Defensa        | Emanuel Pogatetz       | 16 de gener 1983 (25)    | 27      | 1    | Middlesbrough     |
| 5      | Centrecampista | Christian Fuchs        | 7 d'abril 1986 (22)      | 17      | 0    | Mattersburg       |
| 6      | Centrecampista | René Aufhauser         | 21 de juny 1976 (31)     | 51      | 11   | Red Bull Salzburg |
| 7      | Centrecampista | Ivica Vastić           | 29 de setembre 1969 (38) | 48      | 13   | LASK Linz         |
| 8      | Centrecampista | Christoph Leitgeb      | 14 d'abril 1985 (23)     | 19      | 0    | Red Bull Salzburg |
| 9      | Davanter       | Roland Linz            | 9 d'agost 1981 (26)      | 32      | 7    | SC Braga          |
| 10     | Centrecampista | Andreas Ivanschitz (c) | 15 d'octubre 1983 (24)   | 39      | 6    | Red Bull Salzburg |
| 11     | Centrecampista | Ümit Korkmaz           | 17 de setembre 1985 (22) | 2       | 0    | Rapid Wien        |
| 12     | Defensa        | Ronald Gërçaliu        | 12 de febrer 1986 (22)   | 11      | 0    | Red Bull Salzburg |
| 13     | Defensa        | Markus Katzer          | 11 de desembre 1979 (28) | 11      | 0    | Rapid Wien        |
| 14     | Defensa        | György Garics          | 8 de març 1984 (24)      | 12      | 1    | Napoli            |
| 15     | Defensa        | Sebastian Prödl        | 21 de juny 1987 (20)     | 10      | 2    | Sturm Graz        |
| 16     | Defensa        | Jürgen Patocka         | 30 de juliol 1977 (30)   | 2       | 0    | Rapid Wien        |
| 17     | Defensa        | Martin Hiden           | 11 de març 1973 (35)     | 49      | 1    | Rapid Wien        |
| 18     | Davanter       | Roman Kienast          | 29 de març 1984 (24)     | 6       | 1    | HamKam            |
| 19     | Centrecampista | Jürgen Säumel          | 8 de setembre 1984 (23)  | 11      | 0    | Sturm Graz        |
| 20     | Davanter       | Martin Harnik          | 10 de juny 1987 (20)     | 8       | 2    | Werder Bremen     |
| 21     | Porter         | Jürgen Macho           | 24 d'agost 1977 (30)     | 14      | 0    | AEK Atenes        |
| 22     | Davanter       | Erwin Hoffer           | 14 d'abril 1987 (21)     | 4       | 0    | Rapid Wien        |
| 23     | Porter         | Ramazan Özcan          | 28 de juny 1984 (23)     | 0       | 0    | Red Bull Salzburg |

### Croàcia
Entrenador: Slaven Bilić
| Dorsal | Posició        | Jugador          | Data de naixement/edat   | Partits | Gols | Club              |
| ------ | -------------- | ---------------- | ------------------------ | ------- | ---- | ----------------- |
| 1      | Porter         | Stipe Pletikosa  | 8 de gener 1979 (29)     | 69      | 0    | Spartak Moscou    |
| 2      | Defensa        | Dario Šimić      | 12 de novembre 1975 (32) | 98      | 3    | Milan             |
| 3      | Defensa        | Josip Šimunić    | 18 de febrer 1978 (30)   | 62      | 3    | Hertha BSC        |
| 4      | Defensa        | Robert Kovač     | 6 d'abril 1974 (34)      | 74      | 0    | Borussia Dortmund |
| 5      | Defensa        | Vedran Ćorluka   | 5 de febrer 1986 (22)    | 20      | 0    | Manchester City   |
| 6      | Defensa        | Hrvoje Vejić     | 8 de juny 1977 (30)      | 2       | 0    | Tom Tomsk         |
| 7      | Centrecampista | Ivan Rakitić     | 10 de març 1988 (20)     | 8       | 1    | Schalke 04        |
| 8      | Centrecampista | Ognjen Vukojević | 20 de desembre 1983 (24) | 5       | 1    | Dinamo Zagreb     |
| 9      | Davanter       | Nikola Kalinić   | 5 de gener 1988 (20)     | 1       | 0    | Hajduk Split      |
| 10     | Centrecampista | Niko Kovač (c)   | 15 d'octubre 1971 (36)   | 77      | 14   | Red Bull Salzburg |
| 11     | Centrecampista | Darijo Srna      | 1 de maig 1982 (26)      | 55      | 15   | Xakhtar Donetsk   |
| 12     | Porter         | Mario Galinović  | 15 de novembre 1976 (31) | 2       | 0    | Panathinaikos     |
| 13     | Centrecampista | Nikola Pokrivač  | 26 de novembre 1985 (22) | 1       | 0    | AS Monaco         |
| 14     | Centrecampista | Luka Modrić      | 9 de setembre 1985 (22)  | 26      | 3    | Dinamo Zagreb     |
| 15     | Defensa        | Dario Knežević   | 20 d'abril 1982 (26)     | 7       | 1    | Livorno           |
| 16     | Centrecampista | Jerko Leko       | 9 d'abril 1980 (28)      | 52      | 2    | AS Monaco         |
| 17     | Davanter       | Ivan Klasnić     | 29 de gener 1980 (28)    | 29      | 8    | Werder Bremen     |
| 18     | Davanter       | Ivica Olić       | 14 de setembre 1979 (28) | 54      | 9    | Hamburg           |
| 19     | Centrecampista | Niko Kranjčar    | 13 d'agost 1984 (23)     | 41      | 7    | Portsmouth        |
| 20     | Davanter       | Igor Budan       | 22 d'abril 1980 (28)     | 5       | 0    | Parma             |
| 21     | Davanter       | Mladen Petrić    | 1 de gener 1981 (27)     | 24      | 9    | Borussia Dortmund |
| 22     | Centrecampista | Danijel Pranjić  | 2 de desembre 1981 (26)  | 11      | 0    | Heerenveen        |
| 23     | Porter         | Vedran Runje     | 10 de febrer 1976 (32)   | 4       | 0    | Lens              |

### Alemanya
Entrenador: Joachim Löw
| Dorsal | Posició        | Jugador                | Data de naixement/edat   | Partits | Gols | Club                     |
| ------ | -------------- | ---------------------- | ------------------------ | ------- | ---- | ------------------------ |
| 1      | Porter         | Jens Lehmann           | 10 de novembre 1969 (38) | 55      | 0    | Arsenal                  |
| 2      | Defensa        | Marcell Jansen         | 4 de novembre 1985 (22)  | 22      | 1    | Bayern de Múnic          |
| 3      | Defensa        | Arne Friedrich         | 29 de maig 1979 (29)     | 57      | 0    | Hertha BSC               |
| 4      | Defensa        | Clemens Fritz          | 7 de desembre 1980 (27)  | 14      | 2    | Werder Bremen            |
| 5      | Defensa        | Heiko Westermann       | 14 d'agost 1983 (24)     | 3       | 0    | Schalke 04               |
| 6      | Centrecampista | Simon Rolfes           | 21 de gener 1982 (26)    | 10      | 0    | Bayer Leverkusen         |
| 7      | Centrecampista | Bastian Schweinsteiger | 1 d'agost 1984 (23)      | 51      | 13   | Bayern de Múnic          |
| 8      | Centrecampista | Torsten Frings         | 22 de novembre 1976 (31) | 72      | 10   | Werder Bremen            |
| 9      | Davanter       | Mario Gómez            | 10 de juliol 1985 (22)   | 10      | 6    | Stuttgart                |
| 10     | Davanter       | Oliver Neuville        | 1 de maig 1973 (35)      | 68      | 10   | Borussia Mönchengladbach |
| 11     | Davanter       | Miroslav Klose         | 9 de juny 1978 (30)      | 75      | 39   | Bayern de Múnic          |
| 12     | Porter         | Robert Enke            | 24 d'agost 1977 (30)     | 1       | 0    | Hannover 96              |
| 13     | Centrecampista | Michael Ballack (c)    | 26 de setembre 1976 (31) | 81      | 36   | Chelsea                  |
| 14     | Centrecampista | Piotr Trochowski       | 22 de març 1984 (24)     | 12      | 0    | Hamburg                  |
| 15     | Centrecampista | Thomas Hitzlsperger    | 5 d'abril 1982 (26)      | 33      | 5    | Stuttgart                |
| 16     | Defensa        | Philipp Lahm           | 11 de novembre 1983 (24) | 41      | 2    | Bayern de Múnic          |
| 17     | Defensa        | Per Mertesacker        | 29 de setembre 1984 (23) | 43      | 1    | Werder Bremen            |
| 18     | Centrecampista | Tim Borowski           | 2 de maig 1980 (28)      | 31      | 2    | Werder Bremen            |
| 19     | Centrecampista | David Odonkor          | 21 de febrer 1984 (24)   | 15      | 1    | Real Betis               |
| 20     | Davanter       | Lukas Podolski         | 4 de juny 1985 (23)      | 48      | 25   | Bayern de Múnic          |
| 21     | Defensa        | Christoph Metzelder    | 5 de novembre 1980 (27)  | 41      | 0    | Reial Madrid             |
| 22     | Davanter       | Kevin Kurányi          | 2 de març 1982 (26)      | 47      | 19   | Schalke 04               |
| 23     | Porter         | René Adler             | 15 de gener 1985 (23)    | 0       | 0    | Bayer Leverkusen         |

### Polònia
Entrenador:  Leo Beenhakker
Jakub Błaszczykowski lesionat el 5 de juny fou reemplaçat per Łukasz Piszczek. Tomasz Kuszczak lesionat el 6 de juny fou reemplaçat per Wojciech Kowalewski.
| Dorsal | Posició        | Jugador              | Data de naixement/edat   | Partits | Gols | Club                |
| ------ | -------------- | -------------------- | ------------------------ | ------- | ---- | ------------------- |
| 1      | Porter         | Artur Boruc          | 20 de febrer 1980 (28)   | 34      | 0    | Celtic              |
| 2      | Defensa        | Mariusz Jop          | 8 de març 1978 (30)      | 24      | 0    | FC Moscou           |
| 3      | Defensa        | Jakub Wawrzyniak     | 7 de juliol 1983 (24)    | 11      | 0    | Legia Varsòvia      |
| 4      | Defensa        | Paweł Golański       | 12 d'octubre 1982 (25)   | 10      | 1    | Steaua Bucureşti    |
| 5      | Centrecampista | Dariusz Dudka        | 9 de desembre 1983 (24)  | 26      | 2    | Wisła Kraków        |
| 6      | Defensa        | Jacek Bąk            | 24 de març 1973 (35)     | 94      | 3    | Austria Wien        |
| 7      | Davanter       | Euzebiusz Smolarek   | 9 de gener 1981 (27)     | 31      | 13   | Racing de Santander |
| 8      | Centrecampista | Jacek Krzynówek      | 15 de maig 1976 (32)     | 79      | 15   | Wolfsburg           |
| 9      | Davanter       | Maciej Żurawski (c)  | 11 de setembre 1976 (31) | 71      | 17   | Larissa             |
| 10     | Centrecampista | Łukasz Garguła       | 25 de febrer 1981 (27)   | 12      | 1    | GKS Bełchatów       |
| 11     | Davanter       | Marek Saganowski     | 31 d'octubre 1978 (29)   | 23      | 3    | Southampton         |
| 12     | Porter         | Wojciech Kowalewski  | 11 de maig 1977 (31)     | 10      | 0    | Korona Kielce       |
| 13     | Defensa        | Marcin Wasilewski    | 9 de juny 1980 (27)      | 27      | 1    | Anderlecht          |
| 14     | Defensa        | Michał Żewłakow      | 22 d'abril 1976 (32)     | 76      | 2    | Olympiakos          |
| 15     | Centrecampista | Michał Pazdan        | 21 de setembre 1987 (20) | 5       | 0    | Górnik Zabrze       |
| 16     | Centrecampista | Łukasz Piszczek      | 3 de juny 1985 (23)      | 3       | 0    | Hertha BSC Berlin   |
| 17     | Centrecampista | Wojciech Łobodziński | 20 d'octubre 1982 (25)   | 16      | 2    | Wisła Kraków        |
| 18     | Centrecampista | Mariusz Lewandowski  | 18 de maig 1979 (29)     | 47      | 3    | Xakhtar Donetsk     |
| 19     | Centrecampista | Rafał Murawski       | 9 d'octubre 1981 (26)    | 9       | 1    | Lech Poznań         |
| 20     | Centrecampista | Roger Guerreiro      | 25 de maig 1982 (26)     | 2       | 0    | Legia Varsòvia      |
| 21     | Davanter       | Tomasz Zahorski      | 22 de novembre 1984 (23) | 9       | 1    | Górnik Zabrze       |
| 22     | Porter         | Łukasz Fabiański     | 18 d'abril 1985 (23)     | 8       | 0    | Arsenal             |
| 23     | Defensa        | Adam Kokoszka        | 6 d'octubre 1986 (21)    | 7       | 2    | Wisła Kraków        |

## Grup C

### França
Entrenador: Raymond Domenech
| Dorsal | Posició        | Jugador             | Data de naixement/edat   | Partits | Gols | Club              |
| ------ | -------------- | ------------------- | ------------------------ | ------- | ---- | ----------------- |
| 1      | Porter         | Steve Mandanda      | 28 de març 1985 (22)     | 1       | 0    | Marseille         |
| 2      | Defensa        | Jean-Alain Boumsong | 28 de desembre 1979 (28) | 23      | 1    | Lyon              |
| 3      | Defensa        | Éric Abidal         | 11 de juliol 1979 (28)   | 35      | 0    | Barcelona         |
| 4      | Centrecampista | Patrick Vieira (c)  | 23 de juny 1976 (31)     | 105     | 6    | Internazionale    |
| 5      | Defensa        | William Gallas      | 17 d'agost 1977 (30)     | 62      | 2    | Arsenal           |
| 6      | Centrecampista | Claude Makélélé     | 18 de febrer 1973 (35)   | 68      | 0    | Chelsea           |
| 7      | Centrecampista | Florent Malouda     | 13 de juny 1980 (27)     | 39      | 3    | Chelsea           |
| 8      | Davanter       | Nicolas Anelka      | 14 de març 1979 (29)     | 48      | 11   | Chelsea           |
| 9      | Davanter       | Karim Benzema       | 19 de desembre 1987 (20) | 11      | 3    | Lyon              |
| 10     | Davanter       | Sidney Govou        | 27 de juliol 1979 (28)   | 32      | 7    | Lyon              |
| 11     | Centrecampista | Samir Nasri         | 20 de juny 1987 (20)     | 10      | 2    | Marseille         |
| 12     | Davanter       | Thierry Henry       | 17 d'agost 1977 (30)     | 100     | 44   | Barcelona         |
| 13     | Defensa        | Patrice Evra        | 15 de maig 1981 (27)     | 11      | 0    | Manchester United |
| 14     | Defensa        | François Clerc      | 18 d'abril 1983 (25)     | 12      | 0    | Lyon              |
| 15     | Defensa        | Lilian Thuram       | 1 de gener 1972 (36)     | 140     | 2    | Barcelona         |
| 16     | Porter         | Sébastien Frey      | 18 de març 1980 (28)     | 2       | 0    | Fiorentina        |
| 17     | Defensa        | Sébastien Squillaci | 11 d'agost 1980 (27)     | 13      | 0    | Lyon              |
| 18     | Davanter       | Bafétimbi Gomis     | 8 de juny 1985 (22)      | 2       | 2    | Saint-Étienne     |
| 19     | Defensa        | Willy Sagnol        | 18 de març 1977 (31)     | 56      | 0    | Bayern de Múnic   |
| 20     | Centrecampista | Jérémy Toulalan     | 10 de setembre 1983 (24) | 13      | 0    | Lyon              |
| 21     | Centrecampista | Lassana Diarra      | 10 de març 1985 (23)     | 13      | 0    | Portsmouth        |
| 22     | Centrecampista | Franck Ribéry       | 1 d'abril 1983 (24)      | 27      | 4    | Bayern de Múnic   |
| 23     | Porter         | Grégory Coupet      | 31 de desembre 1972 (35) | 31      | 0    | Lyon              |

### Itàlia
Entrenador: Roberto Donadoni
Fabio Cannavaro lesionat el 2 de juny 2008 fou reemplaçat per Alessandro Gamberini.
| Dorsal | Posició        | Jugador              | Data de naixement/edat   | Partits | Gols | Club            |
| ------ | -------------- | -------------------- | ------------------------ | ------- | ---- | --------------- |
| 1      | Porter         | Gianluigi Buffon (c) | 28 de gener 1978 (30)    | 82      | 0    | Juventus        |
| 2      | Defensa        | Christian Panucci    | 12 d'abril 1973 (35)     | 53      | 3    | Roma            |
| 3      | Defensa        | Fabio Grosso         | 28 de novembre 1977 (31) | 31      | 3    | Lyon            |
| 4      | Defensa        | Giorgio Chiellini    | 14 d'agost 1984 (23)     | 10      | 1    | Juventus        |
| 5      | Defensa        | Alessandro Gamberini | 27 d'agost 1981 (26)     | 2       | 0    | Fiorentina      |
| 6      | Defensa        | Andrea Barzagli      | 8 de maig 1981 (27)      | 22      | 0    | Palermo         |
| 7      | Davanter       | Alessandro Del Piero | 9 de novembre 1974 (33)  | 86      | 27   | Juventus        |
| 8      | Centrecampista | Gennaro Gattuso      | 9 de gener 1978 (30)     | 58      | 1    | Milan           |
| 9      | Davanter       | Luca Toni            | 26 de maig 1977 (31)     | 34      | 15   | Bayern de Múnic |
| 10     | Centrecampista | Daniele De Rossi     | 24 de juliol 1983 (24)   | 33      | 4    | Roma            |
| 11     | Davanter       | Antonio Di Natale    | 13 d'octubre 1977 (30)   | 18      | 7    | Udinese         |
| 12     | Davanter       | Marco Borriello      | 18 de juny 1982 (25)     | 3       | 0    | Genoa           |
| 13     | Centrecampista | Massimo Ambrosini    | 29 de maig 1977 (31)     | 31      | 0    | Milan           |
| 14     | Porter         | Marco Amelia         | 2 d'abril 1982 (26)      | 6       | 0    | Livorno         |
| 15     | Davanter       | Fabio Quagliarella   | 31 de gener 1983 (25)    | 8       | 3    | Udinese         |
| 16     | Centrecampista | Mauro Camoranesi     | 4 d'octubre 1976 (31)    | 35      | 4    | Juventus        |
| 17     | Porter         | Morgan De Sanctis    | 26 de març 1977 (31)     | 2       | 0    | Sevilla         |
| 18     | Davanter       | Antonio Cassano      | 12 de juliol 1982 (25)   | 11      | 3    | Reial Madrid    |
| 19     | Defensa        | Gianluca Zambrotta   | 19 de febrer 1977 (31)   | 71      | 2    | Barcelona       |
| 20     | Centrecampista | Simone Perrotta      | 17 de setembre 1977 (30) | 41      | 2    | Roma            |
| 21     | Centrecampista | Andrea Pirlo         | 19 de maig 1979 (29)     | 46      | 6    | Milan           |
| 22     | Centrecampista | Alberto Aquilani     | 7 de juliol 1984 (23)    | 5       | 0    | Roma            |
| 23     | Defensa        | Marco Materazzi      | 19 d'agost 1973 (34)     | 40      | 2    | Internazionale  |

### Països Baixos
Entrenador: Marco van Basten
Ryan Babel lesionat el 31 de maig 2008 fou reemplaçat per Khalid Boulahrouz.
| Dorsal | Posició        | Jugador                    | Data de naixement/edat   | Partits | Gols | Club              |
| ------ | -------------- | -------------------------- | ------------------------ | ------- | ---- | ----------------- |
| 1      | Porter         | Edwin van der Sar (c)      | 29 d'octubre 1970 (37)   | 125     | 0    | Manchester United |
| 2      | Defensa        | André Ooijer               | 11 de juliol 1974 (33)   | 37      | 2    | Blackburn Rovers  |
| 3      | Defensa        | John Heitinga              | 15 de novembre 1983 (24) | 36      | 5    | Ajax              |
| 4      | Defensa        | Joris Mathijsen            | 5 d'abril 1980 (28)      | 32      | 2    | Hamburg           |
| 5      | Centrecampista | Giovanni van Bronckhorst   | 5 de febrer 1975 (33)    | 78      | 4    | Feyenoord         |
| 6      | Centrecampista | Demy de Zeeuw              | 26 de maig 1983 (25)     | 15      | 0    | AZ                |
| 7      | Davanter       | Robin van Persie           | 6 d'agost 1983 (24)      | 24      | 7    | Arsenal           |
| 8      | Centrecampista | Orlando Engelaar           | 24 d'agost 1979 (28)     | 6       | 0    | Twente            |
| 9      | Davanter       | Ruud van Nistelrooy        | 1 de juliol 1976 (31)    | 61      | 31   | Reial Madrid      |
| 10     | Centrecampista | Wesley Sneijder            | 9 de juny 1984 (23)      | 45      | 9    | Reial Madrid      |
| 11     | Davanter       | Arjen Robben               | 23 de gener 1984 (24)    | 33      | 9    | Reial Madrid      |
| 12     | Defensa        | Mario Melchiot             | 4 de novembre 1976 (31)  | 21      | 0    | Wigan Athletic    |
| 13     | Porter         | Henk Timmer                | 3 de desembre 1971 (36)  | 5       | 0    | Feyenoord         |
| 14     | Defensa        | Wilfred Bouma              | 15 de juny 1978 (29)     | 33      | 2    | Aston Villa       |
| 15     | Defensa        | Tim de Cler                | 8 de novembre 1978 (29)  | 15      | 0    | Feyenoord         |
| 16     | Porter         | Maarten Stekelenburg       | 22 de setembre 1982 (25) | 11      | 0    | Ajax              |
| 17     | Centrecampista | Nigel de Jong              | 30 de novembre 1984 (23) | 23      | 0    | Hamburg           |
| 18     | Davanter       | Dirk Kuyt                  | 22 de juliol 1980 (27)   | 38      | 7    | Liverpool         |
| 19     | Davanter       | Klaas-Jan Huntelaar        | 12 d'agost 1983 (24)     | 12      | 7    | Ajax              |
| 20     | Centrecampista | Ibrahim Afellay            | 2 d'abril 1986 (22)      | 5       | 0    | PSV Eindhoven     |
| 21     | Defensa        | Khalid Boulahrouz          | 28 de desembre 1981 (26) | 22      | 0    | Chelsea           |
| 22     | Davanter       | Jan Vennegoor of Hesselink | 7 de novembre 1978 (29)  | 16      | 3    | Celtic            |
| 23     | Centrecampista | Rafael van der Vaart       | 11 de febrer 1983 (25)   | 55      | 12   | Hamburg           |

### Romania
Entrenador: Victor Piţurcă
| Dorsal | Posició        | Jugador            | Data de naixement/edat   | Partits | Gols | Club                         |
| ------ | -------------- | ------------------ | ------------------------ | ------- | ---- | ---------------------------- |
| 1      | Porter         | Bogdan Lobonţ      | 18 de gener 1978 (30)    | 63      | 0    | Dinamo Bucureşti             |
| 2      | Defensa        | Cosmin Contra      | 15 de desembre 1975 (32) | 63      | 7    | Getafe                       |
| 3      | Defensa        | Răzvan Raţ         | 26 de maig 1981 (27)     | 48      | 1    | Xakhtar Donetsk              |
| 4      | Defensa        | Gabriel Tamaş      | 9 de novembre 1983 (24)  | 32      | 2    | Auxerre                      |
| 5      | Defensa        | Cristian Chivu (c) | 26 d'octubre 1980 (27)   | 59      | 3    | Internazionale               |
| 6      | Centrecampista | Mirel Rădoi        | 22 de març 1981 (27)     | 43      | 1    | Steaua Bucureşti             |
| 7      | Centrecampista | Florentin Petre    | 15 de gener 1976 (32)    | 50      | 5    | CSKA Sofia                   |
| 8      | Centrecampista | Paul Codrea        | 4 d'abril 1981 (27)      | 32      | 1    | Siena                        |
| 9      | Davanter       | Ciprian Marica     | 2 d'octubre 1985 (22)    | 24      | 8    | Stuttgart                    |
| 10     | Davanter       | Adrian Mutu        | 8 de gener 1979 (29)     | 61      | 28   | Fiorentina                   |
| 11     | Centrecampista | Răzvan Cociş       | 19 de febrer 1983 (24)   | 21      | 1    | Lokomotiv Moscou             |
| 12     | Porter         | Marius Popa        | 31 de juliol 1978 (29)   | 2       | 0    | Politehnica Timişoara        |
| 13     | Defensa        | Cristian Săpunaru  | 5 d'abril 1984 (24)      | 1       | 0    | Rapid Bucureşti              |
| 14     | Defensa        | Sorin Ghionea      | 11 de maig 1979 (29)     | 10      | 1    | Steaua Bucureşti             |
| 15     | Defensa        | Dorin Goian        | 12 de desembre 1980 (26) | 19      | 3    | Steaua Bucureşti             |
| 16     | Centrecampista | Bănel Nicoliţă     | 7 de gener 1985 (23)     | 19      | 1    | Steaua Bucureşti             |
| 17     | Defensa        | Cosmin Moţi        | 3 de desembre 1984 (23)  | 2       | 0    | Dinamo Bucureşti             |
| 18     | Davanter       | Marius Niculae     | 16 de maig 1981 (27)     | 30      | 13   | Inverness Caledonian Thistle |
| 19     | Centrecampista | Adrian Cristea     | 30 de novembre 1983 (24) | 6       | 0    | Dinamo Bucureşti             |
| 20     | Centrecampista | Nicolae Dică       | 9 de maig 1980 (28)      | 25      | 8    | Steaua Bucureşti             |
| 21     | Davanter       | Daniel Niculae     | 6 d'octubre 1982 (25)    | 22      | 5    | Auxerre                      |
| 22     | Defensa        | Ştefan Radu        | 22 d'octubre 1986 (21)   | 8       | 0    | Dinamo Bucureşti             |
| 23     | Porter         | Eduard Stăncioiu   | 3 de març 1981 (27)      | 1       | 0    | CFR Cluj                     |

## Grup D

### Grècia
Entrenador:  Otto Rehhagel
| Dorsal | Posició        | Jugador               | Data de naixement/edat  | Partits | Gols | Club                |
| ------ | -------------- | --------------------- | ----------------------- | ------- | ---- | ------------------- |
| 1      | Porter         | Andonis Nikopolidis   | 14 d'octubre 1971 (36)  | 85      | 0    | Olympiakos          |
| 2      | Defensa        | Giurkas Sitaridis     | 4 de juny 1981 (27)     | 54      | 1    | Atlético Madrid     |
| 3      | Defensa        | Khristos Patsatzoglu  | 19 de març 1979 (29)    | 27      | 1    | Olympiakos          |
| 4      | Defensa        | Nikos Spirópulos      | 10 d'octubre 1983 (24)  | 4       | 0    | Panathinaikos       |
| 5      | Defensa        | Traianós Del·las      | 31 de gener 1976 (32)   | 40      | 1    | AEK Atenes          |
| 6      | Centrecampista | Ànguelos Basinàs (c)  | 3 de gener 1976 (32)    | 86      | 7    | Mallorca            |
| 7      | Davanter       | Giorgos Samaràs       | 21 de febrer 1985 (23)  | 16      | 3    | Manchester City     |
| 8      | Centrecampista | Stélios Giannakópulos | 12 de juliol 1974 (33)  | 73      | 12   | Bolton Wanderers    |
| 9      | Davanter       | Ànguelos Kharisteas   | 9 de febrer 1980 (28)   | 63      | 18   | Nuremberg           |
| 10     | Centrecampista | Giorgos Karagunis     | 6 de març 1977 (31)     | 72      | 6    | Panathinaikos       |
| 11     | Defensa        | Lukàs Vintra          | 5 de febrer 1981 (27)   | 17      | 0    | Panathinaikos       |
| 12     | Porter         | Konstandinos Khalkiàs | 30 de maig 1974 (34)    | 14      | 0    | Aris                |
| 13     | Porter         | Aléxandros Tzorvas    | 12 d'agost 1982 (25)    | 0       | 0    | OFI Creta           |
| 14     | Davanter       | Dimitrios Salpigidis  | 10 d'agost 1981 (26)    | 19      | 1    | Panathinaikos       |
| 15     | Defensa        | Vasilis Torosidis     | 10 de juny 1985 (22)    | 11      | 0    | Olympiakos          |
| 16     | Defensa        | Sotiris Kirgiakos     | 23 de juliol 1979 (28)  | 36      | 4    | Eintracht Frankfurt |
| 17     | Davanter       | Theofanis Guekas      | 23 de maig 1980 (28)    | 25      | 6    | Bayer Leverkusen    |
| 18     | Defensa        | Giannis Gumas         | 24 de maig 1975 (33)    | 45      | 0    | Panathinaikos       |
| 19     | Defensa        | Paraskevàs Antzas     | 18 d'agost 1976 (31)    | 22      | 0    | Olympiakos          |
| 20     | Davanter       | Giannis Amanatidis    | 3 de desembre 1981 (26) | 24      | 2    | Eintracht Frankfurt |
| 21     | Centrecampista | Kostas Katsuranis     | 26 de juny 1979 (28)    | 47      | 6    | Benfica             |
| 22     | Centrecampista | Aléxandros Tziolis    | 13 de febrer 1985 (23)  | 8       | 0    | Panathinaikos       |
| 23     | Davanter       | Nikos Limberópulos    | 4 d'agost 1975 (32)     | 58      | 12   | AEK Atenes          |

### Rússia
Entrenador:  Guus Hiddink
Pàvel Pogrebniak no es va poder recuperar d'una lesió i fou reemplaçat per Oleg Ivanov el 7 de juny.
| Dorsal | Posició        | Jugador              | Data de naixement/edat   | Partits | Gols | Club                  |
| ------ | -------------- | -------------------- | ------------------------ | ------- | ---- | --------------------- |
| 1      | Porter         | Ígor Akinféiev       | 8 d'abril 1986 (22)      | 20      | 0    | CSKA Moscou           |
| 2      | Defensa        | Vassili Berezutski   | 20 de juny 1982 (26)     | 29      | 1    | CSKA Moscou           |
| 3      | Defensa        | Renat Ianbàiev       | 7 d'abril 1984 (24)      | 2       | 0    | Lokomotiv Moscou      |
| 4      | Defensa        | Serguei Ignaixévitx  | 14 de juliol 1979 (28)   | 37      | 3    | CSKA Moscou           |
| 5      | Defensa        | Aleksei Berezutski   | 20 de juny 1982 (26)     | 32      | 0    | CSKA Moscou           |
| 6      | Davanter       | Roman Adàmov         | 21 de juny 1982 (25)     | 2       | 0    | FC Moscou             |
| 7      | Centrecampista | Dmitri Torbinsky     | 28 d'abril 1984 (24)     | 11      | 1    | Lokomotiv Moscou      |
| 8      | Defensa        | Denís Kolodin        | 11 de gener 1982 (26)    | 13      | 0    | Dynamo Moscou         |
| 9      | Davanter       | Ivan Saienko         | 17 d'octubre 1983 (24)   | 7       | 0    | Nuremberg             |
| 10     | Centrecampista | Andrei Arxavin       | 29 de maig 1981 (27)     | 34      | 11   | Zenit St. Petersburg  |
| 11     | Centrecampista | Serguei Semak (c)    | 27 de febrer 1976 (32)   | 46      | 4    | Rubin Kazan           |
| 12     | Porter         | Vladímir Gabúlov     | 19 d'octubre 1983 (24)   | 5       | 0    | Dynamo Moscou         |
| 13     | Centrecampista | Oleg Ivanov          | 4 d'agost 1986 (21)      | 0       | 0    | Krylia Sovetov Samara |
| 14     | Defensa        | Roman Xirókov        | 6 de juliol 1981 (26)    | 4       | 0    | Zenit St. Petersburg  |
| 15     | Centrecampista | Diniar Bilialetdínov | 27 de febrer 1985 (23)   | 23      | 2    | Lokomotiv Moscou      |
| 16     | Porter         | Viatxeslav Malaféiev | 4 de març 1979 (29)      | 16      | 0    | Zenit St. Petersburg  |
| 17     | Centrecampista | Konstantín Ziriànov  | 5 d'octubre 1977 (30)    | 12      | 2    | Zenit St. Petersburg  |
| 18     | Centrecampista | Iuri Jirkov          | 20 d'agost 1983 (24)     | 19      | 0    | CSKA Moscou           |
| 19     | Davanter       | Roman Pavliutxenko   | 15 de desembre 1981 (26) | 17      | 6    | Spartak Moscou        |
| 20     | Centrecampista | Ígor Semxov          | 6 d'abril 1978 (30)      | 27      | 0    | Dynamo Moscou         |
| 21     | Davanter       | Dmitri Sitxov        | 26 d'octubre 1983 (24)   | 41      | 15   | Lokomotiv Moscou      |
| 22     | Defensa        | Aleksandr Aniukov    | 28 de setembre 1982 (25) | 32      | 1    | Zenit St. Petersburg  |
| 23     | Centrecampista | Vladímir Bístrov     | 31 de gener 1984 (24)    | 20      | 4    | Spartak Moscou        |

### Espanya
Entrenador: Luis Aragonés
| Dorsal | Posició        | Jugador                 | Data de naixement/edat       | Partits | Gols | Club          |
| ------ | -------------- | ----------------------- | ---------------------------- | ------- | ---- | ------------- |
| 1      | Porter         | Iker Casillas (c)       | 20 de maig del 1981 (27)     | 76      | 0    | Reial Madrid  |
| 2      | Defensa        | Raül Albiol             | 4 de setembre del 1985 (22)  | 2       | 0    | València      |
| 3      | Defensa        | Fernando Navarro        | 25 de juny del 1982 (25)     | 0       | 0    | Mallorca      |
| 4      | Defensa        | Carlos Marchena         | 31 de juliol del 1979 (28)   | 41      | 2    | València      |
| 5      | Defensa        | Carles Puyol            | 13 d'abril del 1978 (30)     | 60      | 1    | Barcelona     |
| 6      | Centrecampista | Andrés Iniesta          | 11 de maig del 1984 (24)     | 23      | 5    | Barcelona     |
| 7      | Davanter       | David Villa             | 3 de desembre del 1981 (26)  | 31      | 14   | València      |
| 8      | Centrecampista | Xavi                    | 25 de gener del 1980 (28)    | 56      | 5    | Barcelona     |
| 9      | Davanter       | Fernando Torres         | 20 de març del 1984 (24)     | 47      | 15   | Liverpool     |
| 10     | Centrecampista | Cesc Fàbregas           | 4 de maig del 1987 (21)      | 25      | 0    | Arsenal       |
| 11     | Defensa        | Joan Capdevila i Méndez | 3 de febrer del 1978 (30)    | 17      | 2    | Vila-real     |
| 12     | Centrecampista | Santi Cazorla           | 13 de desembre del 1984 (23) | 1       | 0    | Vila-real     |
| 13     | Porter         | Andreu Palop            | 22 d'octubre del 1973 (34)   | 0       | 0    | Sevilla       |
| 14     | Centrecampista | Xabi Alonso             | 25 de novembre del 1981 (26) | 42      | 1    | Liverpool     |
| 15     | Defensa        | Sergio Ramos            | 30 de març del 1986 (22)     | 32      | 4    | Reial Madrid  |
| 16     | Davanter       | Sergio García           | 9 de juny del 1983 (24)      | 1       | 0    | Real Zaragoza |
| 17     | Davanter       | Dani Güiza              | 17 d'agost del 1980 (27)     | 3       | 0    | Mallorca      |
| 18     | Defensa        | Álvaro Arbeloa          | 17 de gener del 1983 (25)    | 1       | 0    | Liverpool     |
| 19     | Centrecampista | Marcos Senna            | 17 de juliol del 1976 (31)   | 10      | 0    | Vila-real     |
| 20     | Defensa        | Juanito                 | 23 de juliol del 1976 (31)   | 22      | 2    | Real Betis    |
| 21     | Centrecampista | David Silva             | 8 de gener del 1986 (22)     | 13      | 2    | València      |
| 22     | Centrecampista | Rubén de la Red         | 5 de juny del 1985 (23)      | 1       | 0    | Getafe        |
| 23     | Porter         | José Manuel Reina       | 31 d'agost del 1982 (25)     | 9       | 0    | Liverpool     |

### Suècia
Entrenador: Lars Lagerbäck
| Dorsal | Posició        | Jugador               | Data de naixement/edat   | Partits | Gols | Club            |
| ------ | -------------- | --------------------- | ------------------------ | ------- | ---- | --------------- |
| 1      | Porter         | Andreas Isaksson      | 3 d'octubre 1981 (26)    | 56      | 0    | Manchester City |
| 2      | Defensa        | Mikael Nilsson        | 24 de juny 1978 (29)     | 47      | 3    | Panathinaikos   |
| 3      | Defensa        | Olof Mellberg         | 3 de setembre 1977 (30)  | 82      | 4    | Aston Villa     |
| 4      | Defensa        | Petter Hansson        | 14 de desembre 1976 (31) | 32      | 1    | Stade Rennais   |
| 5      | Defensa        | Fredrik Stoor         | 28 de febrer 1984 (24)   | 5       | 0    | Rosenborg       |
| 6      | Centrecampista | Tobias Linderoth      | 21 d'abril 1979 (29)     | 75      | 1    | Galatasaray     |
| 7      | Centrecampista | Niclas Alexandersson  | 19 de desembre 1971 (36) | 108     | 7    | IFK Göteborg    |
| 8      | Centrecampista | Anders Svensson       | 17 de juliol 1976 (31)   | 90      | 15   | Elfsborg        |
| 9      | Centrecampista | Fredrik Ljungberg (c) | 16 d'abril 1977 (31)     | 72      | 14   | West Ham United |
| 10     | Davanter       | Zlatan Ibrahimović    | 3 d'octubre 1981 (26)    | 50      | 18   | Internazionale  |
| 11     | Davanter       | Johan Elmander        | 27 de maig 1981 (27)     | 35      | 11   | Toulouse        |
| 12     | Porter         | Rami Shaaban          | 30 de juny 1975 (32)     | 16      | 0    | Hammarby        |
| 13     | Porter         | Johan Wiland          | 24 de gener 1981 (27)    | 3       | 0    | Elfsborg        |
| 14     | Defensa        | Daniel Majstorović    | 5 d'abril 1977 (31)      | 15      | 1    | FC Basel        |
| 15     | Defensa        | Andreas Granqvist     | 16 d'abril 1985 (23)     | 3       | 0    | Wigan Athletic  |
| 16     | Centrecampista | Kim Källström         | 24 d'agost 1982 (25)     | 55      | 8    | Lyon            |
| 17     | Davanter       | Henrik Larsson        | 20 de setembre 1971 (36) | 95      | 36   | Helsingborg     |
| 18     | Centrecampista | Sebastian Larsson     | 6 de juny 1985 (23)      | 4       | 0    | Birmingham City |
| 19     | Centrecampista | Daniel Andersson      | 28 d'agost 1977 (30)     | 62      | 0    | Malmö FF        |
| 20     | Davanter       | Marcus Allbäck        | 5 de juliol 1973 (34)    | 73      | 30   | Copenhagen      |
| 21     | Centrecampista | Christian Wilhelmsson | 8 de desembre 1979 (28)  | 51      | 4    | Nantes          |
| 22     | Davanter       | Markus Rosenberg      | 27 de setembre 1982 (25) | 21      | 6    | Werder Bremen   |
| 23     | Defensa        | Mikael Dorsin         | 6 d'octubre 1981 (26)    | 12      | 0    | CFR Cluj        |

## Jugadors per club
| Jugadors | Clubs |
| -------- | --- |
| 11       | Lyon |
| 9        | Bayern de Múnic, Galatasaray |
| 8        | Barcelona, Chelsea, Panathinaikos, Reial Madrid |
| 7        | Arsenal, Red Bull Salzburg, Werder Bremen |
| 6        | Hamburg, Porto, Steaua Bucureşti |
| 5        | CSKA Moscou, Fenerbahçe, Juventus, Liverpool, Lokomotiv Moscou, Milan, Nuremberg, Olympiakos, Rapid Wien, Spartak Moscou, Stuttgart, València, Zenit St. Petersburg |